# مارچین ورونا
مارچین ورونا (لهستانی: Marcin Wrona؛ ۲۵ مارس ۱۹۷۳ – ۱۹ سپتامبر ۲۰۱۵) کارگردان فیلم و فیلم‌نامه‌نویس اهل لهستان بود که کارگردان سریال تلویزیونی پزشکان (۲۰۱۴–۲۰۱۲)  و همچنین فیلم‌های غسل تعمید (۲۰۱۰) و اهریمن (۲۰۱۵) بود که در جشنواره بین‌المللی فیلم تورنتو ۲۰۱۵ به نمایش درآمد.
وی در سال ۲۰۱۵ میلادی خود را در اتاق هتلش در گدنیا حلق‌آویز کرد.